# SN 1993L
SN 1993L – supernowa typu Ia odkryta 30 kwietnia 1993 roku w galaktyce IC5270. Jej maksymalna jasność wynosiła 13,20m.